# Котельническая слобода
Коте́льническая слобода́ — историческое поселение котельников в Москве. Котельниками называли мастеров по изготовлению предметов домашнего обихода и церковной утвари из меди и олова. Средневековые деревянные дома были причиной масштабного распространения пожаров в Москве. Поскольку котельники использовали в работе открытый огонь, который мог повредить соседние дома, первоначально их слобода располагалась в районе Покровки на окраине, близ ворот Белого города. О существовании здесь слободы напоминает церковь Успения Пресвятой Богородицы в Котельниках на углу улицы Покровки и Потаповского переулка. Храм известен с 1511 года, в 1650-х его перестроили в камне.
Со временем, пока город рос, поселение оказалось внутри жилых кварталов, и в XVI веке котельники переехали на новое место за Яузой, на левом берегу Москвы-реки, в район современной Котельнической набережной и Котельнических переулков. На берегу Яузы располагались склады, на которые с Урала поставляли железо и медь.
Слобода считалась дворцовой. Новым приходским храмом котельников стала церковь Святителя Николая в Котельниках предположительно XVI века, документальные свидетельства говорят о её существовании с 1625 года. Начиная с первой половины XVII века на территории Заяузья бояре и дворяне застраивали своими дворами территорию, постепенно вытесняя котельников. В 1632-м в слободе насчитывалось семь дворов, однако к 1654 году среди владельцев местных дворов уже не значилось котельников.